# 人生劇場 (1936年の映画)
『人生劇場』の題名で、1936年（昭和11年）2月13日に公開。日活多摩川撮影所製作、日活配給。
モノクロ、スタンダード、117分（現存49分）。
第13回キネマ旬報ベスト・テン第2位。
内田吐夢の第一回トーキー映画とされているが、現存しているのは、サイレント版のみである。

## スタッフ
- 監督：内田吐夢
- 原作：尾崎士郎
- 脚色：亀屋原徳
- 潤色：八木保太郎
- 撮影：横田達之

## キャスト
- 青成瓢太郎、瓢吉：小杉勇
- 母おみね：吉田一子
- 吉良常：山本礼三郎
- 半助：吉谷久雄
- 三平：村田宏寿
- 甚：横山運平
- おりん：黒田記代
- おりんの母：紅沢葉子
- 瓢吉の少年時代：飛田喜美雄
- 戸田先生：小杉凡作
- 夏村：菊地良一
- 夏村の父：佐藤円治
- お袖：村田知栄子
- 吹岡：見明凡太朗
- 横井：潮万太郎
- 岡部代議士：高木永二
- 和尚：中村吉次
- 杉原：上代勇吉
- 教授：長尾敏之助
- とん蝶：星ひかる

## 製作
新興キネマを退いた内田吐夢の日活復帰第１回作品である。
原作が「都新聞」に連載していた時から内田吐夢は愛読し、映画化を熱望。
当時としては冒険だった本作の製作を日活多摩川撮影所・所長だった根岸寛一が許可する。
小説はまず築地小劇場で新協劇団によって上演され、その脚色者が亀屋原徳であり、八木保太郎は舞台の戯曲から映画のシナリオを書いた。

## トリビア
撮影開始前にスタッフは銀杏の大木を求めて、東京、神奈川、千葉、埼玉と車を飛ばしたが見つからず、撮影を後回しにしようかと言っている時に、助監督が「ありました」と駆け込んできた。
なんと撮影所の門を出て駅へ行く途中、50メートルぐらいの畑の中の一軒家に立っていたという。

## 公開
公開当時には批評家からも絶賛され、北川冬彦は「発展途上にある日本トーキーの歴史上においても、重要な基礎の一つをなすものに違いない」と「キネマ旬報」誌上にて言わせている。
当初は「人生劇場」という題名で公開されたが、その後の再公開の際に「人生劇場 青春篇」と副題が付けられた。